# Neozygites floridana
Neozygites floridana är en svampart som först beskrevs av Weiser & Muma, och fick sitt nu gällande namn av Remaud. & S. Keller 1980. Neozygites floridana ingår i släktet Neozygites och familjen Neozygitaceae.   Inga underarter finns listade i Catalogue of Life.